# 沼津プロレス
沼津プロレス（ぬまづプロレス）は、静岡県沼津市を中心に活動しているプロレス団体。キャッチフレーズは「地域密着お茶の間プロレス」。

## 歴史
2006年、エフエムぬまづの番組「格闘ラジオ ゴングで飛び出せ!」のパーソナリティである高橋裕一郎が番組の中で知り合った地元プロレスラーに声をかけて設立の構想が生まれて沼津市主催で行われた「ぬまづビジネスプランアワード2005〜ビジネスプランコンテスト〜」で優秀賞を受賞して一気に設立へと加速する。9月10日、キラメッセぬまづ（現：ふじのくに千本松フォーラム）で旗揚げ戦を開催。
2013年3月11日、日本列島プロレス連盟の発足に参加。

## 所属選手
- 駿河永悟
- ザ・グレート・アシタカ
- カテキング
- ヒラキング
- 寿太郎
- キラメッセ・フォーエバー
- 沼津燦太郎
- ザ・びゅうお
- 戸田ボッチ
- ザ・市場ーン
- グレート・カヌキ
- キーン・カーン・チャン
- 大中寺TARO
- カナ・オカーン